# Радимна
Радимна (рум. Radimna) је насеље у општини Пожежена, која припада округу Караш-Северин у Републици Румунији. Име је село добило по реци Радимници, која је често то село угрожавала и због које је 1700. године оно премештено на другу локацију. Насеље је значајно по присутној српској националној мањини у Румунији.

## Положај насеља
Село Радимна се налази у румунском делу Ђердапа (код месних Срба познат као Банатска клисура). Изнад насеља издижу се Банатске планине.

## Историја
Најстарији помен места је из 1277. године. Насеље је било у Крашовској жупанији и забележено 1367. године као "Радамлија". Срби су се населили у месту Радимни око 1670. године, а први насељеници су били Херцеговци и Личани. И касније је било врло привлачно место за српске избеглице, да се ту населе. По протеривању Турака 1717. године, у насељу је пописано 32 дома, а 1749. њихов број нарастао на 53. Срби су масовно прелазили преко Дунава након рата 1738. године. По "Румунској енциклопедији 1743. године ујединила су се села Радимна и Шушка у једно. Године 1783. имала је Радимна 103 куће са 606 православних душа. Царски ревизор Ерлер је 1774. године констатовао да се то граничарско место налази у Ракаждијском округу, са становништвом измешаним српско-румунским. Парохијско звање је основано и матичне књиге се воде од 1778. године. Радимна је била граничарско место - штација у саставу чете - компаније са седиштем у Српској Пожежени. Место је било прво у склопу Илирске пешачке регименте од 1773. године, да би од 1776. године дефинитивно прешло у Влашко-банатску регименту. У Радимни је 1773. године било 64 граничара, а чиниле су га 84 куће. Већ 1775. године ту има 99 људи који служе на граничном кордону. Најстарији податак о броју становника из 1783. године бележи 606 српских православних душа. За време аустријско-турског рата од јавних здања у месту су регистровани: српска православна црква, српска народна школа, оберофицирски стан и свратиште. Године 1791. било је 28 њених војника далеко од куће, на фронту према Французима. Било је 1808. године у Радимни 108 кућа.
У Новој Молдави књигу су купили: поп Живан Јанковић парох и Стефан Богдановић трговац.
По попису из 1865. године у Радимни је живело 848 православаца, измешаних национално. Према подацима из 1905. године то је мала општина са 165 домова, од којих само један није српски. Радимна је мала општина у Новомолдавском срезу. Број становника износи 839, од којих је 834 Србина православца. Од јавних здања помињу се у то време српска православна црква и комунална школа. Пошта и брзојав су у Пожежени.

## Становништво
По последњем попису из 2002. године село Радимна имало је 560 становника. Последњих деценија број становника опада.
Село је од давнина било било претежно српско, што је сачувано до данас. Национални састав на појединим пописима био је следећи:
| Година пописа | 1910. год.  | 1992. год.  | 2002. год.  |
| Укупно ст.    | 846         | 602         | 560         |
| Срби          | 744 (87,9%) | 504 (83,7%) | 481 (86,5%) |
| Румуни        | 92 (10,9%)  | 97 (16,1%)  | 77 (13,7%)  |
| остали        | 10 (1,2%)   | 1 (0,2%)    | 2 (0,4%)    |

## Религија
Најстарија позната српска православна црква у Радимни, посвећена Св. Николи, изграђена је 1726. године. По опису места из 1789. године, око камене цркве је била црквена порта омеђена прошћем, а гробље незаграђено.  Иконостас дрвене конструкције и зидне слике у њој је радио 1763. године зограф Недељко Поповић, са помоћницима јеромонахом Василијем, Георгијем Ђаконовићем и сином Јованом, и Теодором. Друга по реду радимначка црква настала је 1763. године, судећи по натпису на темплу. Била је од камена покривена шиндром, а звоник грађен од дрвета. Иконе у тој цркви је радило више аутора, као 1832. године иконописац Никифор Жарковић. Друге појединачне иконе су радили Марковић 1862. године, Ђока Путник 1902—1903. године. За радимначку цркву је 1806. године примећено да је била "неосвећена". Православно парохијско звање је основано и црквене матрикуле се воде од 1794. године. Свештеник је био поп Стеван Богдановић, а његов син - уредно водио матице и протоколе.
Најстарији познати свештеник у Радимни је поп Сава Поповић-Димитријевић (1773—1797), за њим следе - поп Стефан Богдановић и поп Стефан Миленковић (оба 1787—1789). А 1797. године поред редовног пароха поменутог Саве, ту су још поп Јеврем Богдановић као прекобројни и ђакон Јован Стојановић. Свештеник у Радимни је био 1825. године поп Живан Јанковић. 
Парохија се налазила у Паланачком протопопијату, Вршачке епархије, и 1846. године у њој је записано 722 православне душе. Службовали су те године у парохији шесте платежне класе, пароси Живота Јанковић и Јован Јанковић.
Садашња сеоска богомоља подигнута је на темељу старе, од камена и цигле 1924—1925. године. Од претходне је задржан само црквени торањ. Напокон и торањ је промењен 1941. године. Када је напукнуто старо дрвено темпло скинуто, озидана је нова иконостасна преграда на којој је иконе насликао 1959. године Франц Вајнхерл из Белобрешке. Иконе на иконостасу су мењане, сада су поређане оне на платну рад сликара Раденка Јакшића. Зидови храмовни су остали неосликани. Поред храмовне славе, мештани обележавају и Марковдан, као марвенску заветину.
Администратор парохије у Радимни 1894. године Теодосије Костић, приложио је за градњу споменика митрополита Стефана Стратимировића, прилог 2 ф. 40 новчића. Прилог је дало још 10 мештана, као и српска црквена општина - те и следеће године по 10 ф. У Радимни је 1905. године православна црквена општина, под председништвом Симе Гојковића. Православна парохија је и даље шесте класе, има парохијски дом, а парохијска сесија износи 24 кј. земље. Парох администратор је калуђер Теодосије Костић јеромонах, родом из Нове Паланке, који је ту седам година. Године 1906. упућен је епархијски ревизор у Радимну, да испуни обрасце за шематизам и статистику црквене општине јер су јавили оданде да тамо "нема никог способног да то учини".

## Образовање
Народна школа у месту је формирана по њеном уласку у војну границу. У њој је 1787. било 15 ђака, који су учили по старом методу. Школа је 1789. године била у добром стању са десет ђака, од којих седам часловаца и три псалтирца. Први познати учитељ забележен је 1797. године, поменути ђакон Јован Стојановић. У народној школи у Радимни било је 1846. године 60 ђака, којима је предавао учитељ Гаврило Филиповић. Филиповић је две године раније набавио претплатом српску књигу. Јован Савић радимнашки учитељ је био 1879. године претплатник Змајевог хумористичког листа "Стармали" у Бечу. Године 1881. постављен је за привременог учитеља у Радимни, Бранко Чабовић. Априла те године, тражен је помоћник-учитељ за комуналну школу у Радимни, а наставни језик је српски и мађарски. Објављен је 1886. године, стечај за упражњено место учитеља у комуналној школи у Радимни. Кандидат је морао знати српски и мађарски језик, а следовала га је годишња плата од 200 ф. Школа је од 1872. године комунална општинска, са једним школским здањем. Учитељица 1905. године је Маргита Нице родом из Сегедина, која служи већ седам година. Редовну наставу тада похађа 63 ђака, а у недељну школу иде 30 ученика старијег узраста.